# Масторавань морот
Масторавань морот (дослівно укр. Пісні Землі) — всеросійський фестиваль ерзянського фольклору; міжнаціональне етнографічне свято.
Проводиться щорічно з метою збереження та розвитку національно-культурної самобутності ерзянського народу.

## Історія
Фестиваль пройшов шлях від міжрегіонального до всеросійського святкового дійства. Перший було організовано у Новомаликлинському районі в 1992 році Центром з відродження і розвитку національних культур Ульяновської області за підтримки Уряду та Міністерства культури Ульяновської області. Після успішного завершення фестивалю було анонсовано його проведення в аналогічному форматі й на постійній основі щорічно в Ульяновській області, в одному з сіл компактного проживання ерзян.
За весь час фестиваль було проведено у 8 районах Ульяновської області, а також і в самому Ульяновську. З 2008 року фестиваль постійно проводиться в селі Ківать Кузоватовського району. Місцем проведення слугує місцевий етнографічний комплекс «Эрзянь эрамо тарка» (укр. «Ерзянська садиба»).
З 2003 року підтримку надає Міністерство культури Російської Федерації. Щорічно масове свято відвідують більше 5000 осіб. Кожного року число глядачів зростає.

## Програма
Програма фестивалю різнопланова, але кожного року обов'язково передбачає святкову ходу колективів художньої самодіяльності, включає музичні пісенні програми, майстер-класи з декоративно-ужиткового мистецтва, етнографічні шоу, конкурси, атракціони, тощо.
У фестивалі беруть участь більш ніж 250 артистів з багатьох регіонів Росії. Серед відомих учасників (або гостей) фестивалю — творчі колективи з національних республік Мордовія (ансамбль «Торама»), Татарстан (ансамбль «Чиньжарамо»), Чувашія (ансамбль «Эрзянка»), а також Самарської (ансамбль «Нармонь морыця»), Пензенської (ансамбль «Лаймоне»), Ульяновської (ансамбль «Боярава») областей та інших регіонів.